# Знаменский храм (Знаменское, Тверская область)
Знаменский храм — недействующий православный храм в деревне Знаменское Торопецкого района Тверской области. В настоящее время находится в полуразрушенном состоянии.

## История
Новый каменный храм в селе Знаменском был построен в 1762—1767 годах на средства помещицы Евдокии Челищевой. Был приписан к Корсунскому собору города Торопца. Храм имел три престола: главный — во имя Знамения Пресвятой Богородицы, во имя Святого Николая Чудотворца и во имя святого великомученика Иоанна Воина. На колокольне висело 5 колоколов. В 1876 году храм имел 112 прихожан (53 мужчины и 59 женщин). При храме находились родовые захоронения дворян Толбухиных (ныне не сохранились).
Закрыт храм не позже 1930-х годов.

## Архитектура
Храм типа восьмерик на четверике, завершенный главкой на крупном барабане, с трапезной, в которой помещался Никольский придел и с многоярусной колокольней.
Памятник архитектуры федерального значения.